# Luís Bandeira
Luís Bandeira (Recife, 25 de dezembro de 1923 - Recife, 22 de fevereiro de 1998), cujo nome artístico é Luiz Bandeira, foi um cantor, violonista, compositor, produtor fonográfico e rádioator pernambucano, notório por ser o autor de um dos maiores sucessos da música popular brasileira "Na Cadência do Samba (Que Bonito É)" que foi gravada por Waldir Calmon e tornou-se tema no extinto Canal 100. Apesar de não ter sido composta com essa intenção, a música tornou-se sinônimo de futebol no Brasil.
É considerado o maior compositor de frevos da história. Entre suas composições mais conhecidas, além da já citada Na Cadência do Samba (Que Bonito É), estão os frevos-canções "Voltei Recife" e "É de fazer chorar", mais conhecido como "Quarta-feira ingrata", que tornou-se um clássico do Carnaval brasileiro. Além de músicas carnavalescas, também é autor de sucessos gravados por Luiz Gonzaga (Onde tu tá, Neném), por Clara Nunes (Viola de Penedo), e muitos outros nomes da música popular brasileira.

## Carreira
Passou parte de sua infância em Maceió (AL), onde participou de grupos de repentistas nas freiras locais. Era levado pela mãe de criação para as rodas de coco e retretas em praças públicas.
Iniciou sua carreira artística em 1939, em Recife/PE, no programa de calouros "Valores desconhecidos", de Abílio de Castro, na Rádio Clube de Pernambuco, que o contratou em seguida como violonista e rádio-ator. Para a rádio, ele compunha frevos para propaganda, além de fazer parte do conjunto Garotos da Lua, em sua primeira fase, ainda no Recife, como solista de violão. 
Em 1942, passou a atuar como cantor na orquestra de Nelson Ferreira, apresentando-se em clubes sociais e durante o carnaval.
Em 1950, mudou-se para o Rio de Janeiro, monde trabalhou como crooner no Copacabana Palace, como cantor do conjunto de Moacir Silva, e na Rádio Nacional, onde se projetaria como compositor.
Em 1960 participou da terceira Caravana Oficial da Música Popular Brasileira, prevista em lei aprovada pelo Congresso, de autoria do então deputado Humberto Teixeira, e que promovia a nossa música no exterior. Na ocasião, apresentou-se com o sexteto de Radamés Gnattali, nas universidades de Coimbra, Portugal, Oxford, Inglaterra, e na Sorbone, em Paris, França, tendo ainda feito apresentações na sede da UNESCO.
Em 1977, participou, no Japão, do Festival Internacional da Canção, com a música "Bia".
Em 1984, retornou ao Recife, onde ficou até sua morte.

## Morte
Faleceu aos 75 anos, em Recife (PE), no dia 22 de fevereiro de 1998 - ironicamente um domingo de carnaval - vítima de problemas cardíacos.

## Prêmios
- Em 1979, ele foi o vencedor do primeiro "Frevança - Encontro Nacional do Frevo", com o frevo-canção "Linha de frente", gravado por Claudionor Germano.
- Em 1985, Luiz voltou a ser o vencedor na categoria de melhor interprete e de melhor frevo-canção, no 7º Frevança - Encontro Nacional do Frevo e do Maracatu, com o frevo "Dina", de sua autoria, interpretado por ele mesmo.

## Discografia

### Compactos
- 1954 - A um passo da eternidade/Diana • Continental • 78
- 1955 - Não vá embora/Diabo te carregue • Sinter • 78
- 1955 - Olinda pernambucana/Não voltarei atrás • Sinter • 78
- 1955 - Garota de Icaraí/Mulata, mulata • Sinter • 78
- 1955 - Pedaço de mau caminho/Sal e pimenta • Sinter • 78
- 1956 - Convite ao samba/Amor em Paris • Sinter • 78
- 1956 - Na Cadência do Samba/Forró no cafundó • Sinter • 78
- 1957 - Tarde dançante/Vai e vem • Sinter • 78
- 1957 - Sem ela/Quem gosta de mim • Sinter • 78
- 1958 - Voltei, Recife/Recado de Olinda • Continental • 78
- 1959 - Mil recados/Nuvem • Continental • 78
- 1959 - Açucena/Recado • Continental • 78
- 1959 - O samba com Luciano/Laurentino • Continental • 78
- 1963 - Maravilha morena/Se quiser pode ir • Albatroz • 78
- 1963 - Se você me deixar/Copacabana tropical • Albatroz • 78

### Álbuns
- 1957 - Luis Bandeira Cantando no "Meia-Noite" do Copacabana Palace (LP • Selo: Sinter)
- 1959 - Festa de Rítmos Com Luiz Bandeira E Suas Músicas (LP • Selo: Continental Records)
- 1965 - Nas Madrugadas Do Rio (LP • Selo: Discos RGE Ltda.)
- 1975 - Luís Bandeira (LP • Selo: Equipe)
- 1985 - Voltei Recife (LP • Selo: Warner Music)
- 1991 - Como Sempre Fui - 50 Anos De Vida Artística (CD • Selo: Intuição)
- 1998 - Luís Bandeira: sua música e seus amigos (CD • Selo: Seleto)